# Brooklyn Point
Brooklyn Point, auch One City Point, ist ein 220,3 m hoher Wolkenkratzer im Stadtbezirk Brooklyn in New York City, Vereinigte Staaten. Der Wohnturm ist Teil des City Point-Komplex und war nach dem Erreichen seiner Endhöhe von 2019 bis 2021 das höchste Gebäude in Brooklyn sowie außerhalb von Manhattan. Mit Stand 2024 ist er nach dem The Brooklyn Tower (325 m) der zweithöchste Wolkenkratzer von Brooklyn.

## Beschreibung
Brooklyn Point befindet sich im Stadtteil Downtown Brooklyn an der Willoughby Street zwischen Albee Square West und Flatbush Avenue Extension. Er wurde vom Architekturbüro Kohn Pedersen Fox entworfen und von 2017 bis 2020 erbaut. Bauherr und Eigentümer ist die Extell Development Company. Der Wolkenkratzer ist 220,3 Meter (723 Fuß) hoch und hat 57 Etagen. Er sitzt auf einem weitläufigen vier- bis fünfgeschossigen Sockel mit Einkaufszentren und einem Parkhaus, der den ganzen Stadtblock einnimmt und die Hochhäuser vom City Point-Komplex miteinander verbindet. Brooklyn Point hat eine skulpturale Vorhangfassade mit von weißen reliefartigen Rahmen eingefassten Fenstern und eine schräg zulaufende Krone. Jede Gebäudeseite ist mit einem eigenen Maßstab und Materialität des Rahmenmotivs versehen. Der Wohnturm beherbergt 458 Eigentumswohnungen. Für die Bewohner stehen auf 3700 m² verschiedene Freizeiteinrichtungen, darunter eine Dachterrasse mit dem höchstgelegenen Infinitypool der Stadt zur Verfügung. Wie der gesamte Komplex hat das Gebäude eine LEED-Zertifizierung in Silber erhalten.
Im benachbarten Wolkenkratzer AVA DoBro an der Ecke Bridge Street/Willoughby Street befindet sich ein integrierter Zugang zur Station Jay Street–MetroTech der New York City Subway. Hier besteht ein direkter Zugang zur entlang der Willoughby Street verlaufenden U-Bahn-Linie  sowie die Möglichkeit zum Übergang zu den Linien , die entlang der Jay Street verkehren.

## Ansichten

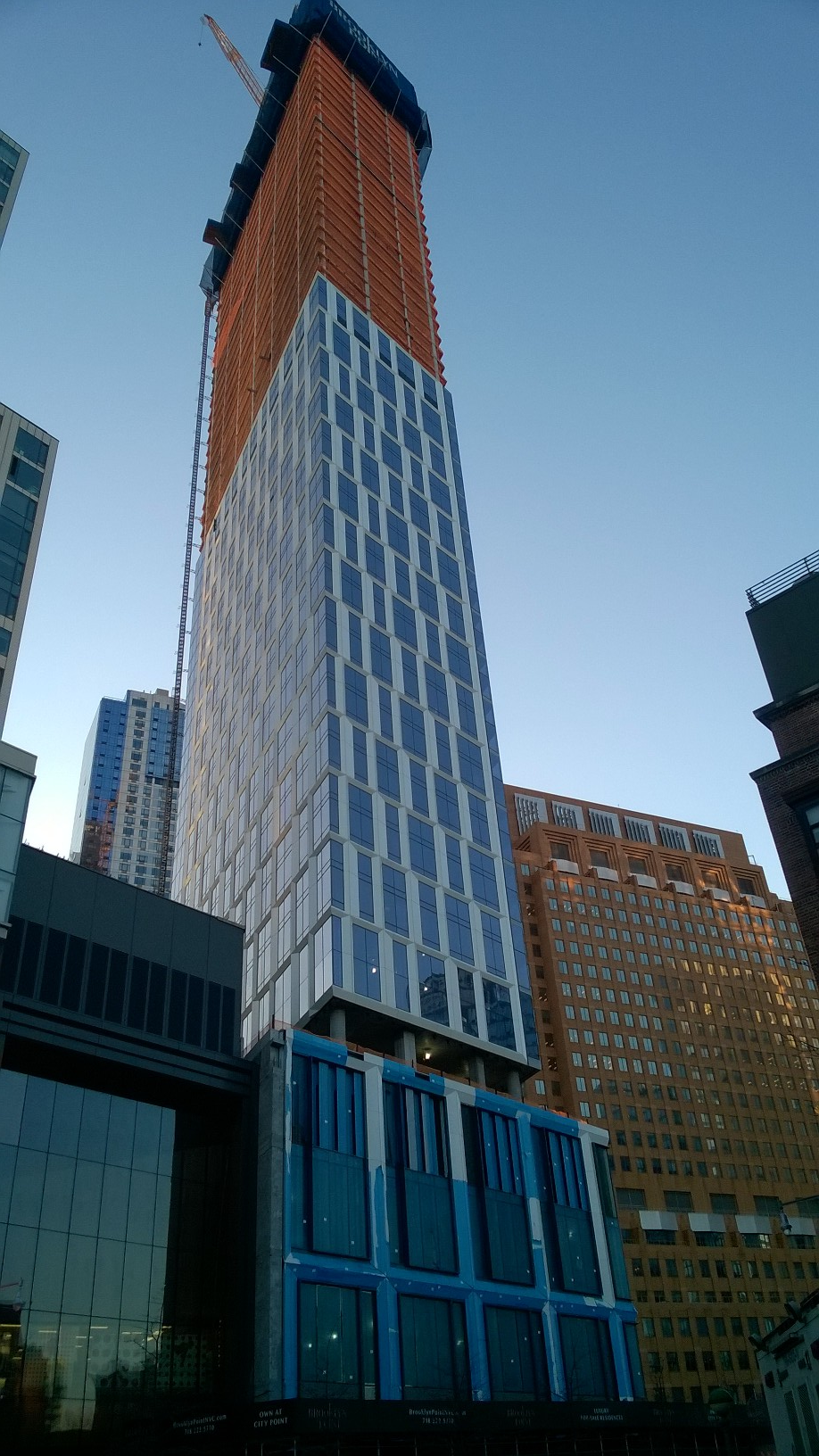
Im Bau am 6. April 2019
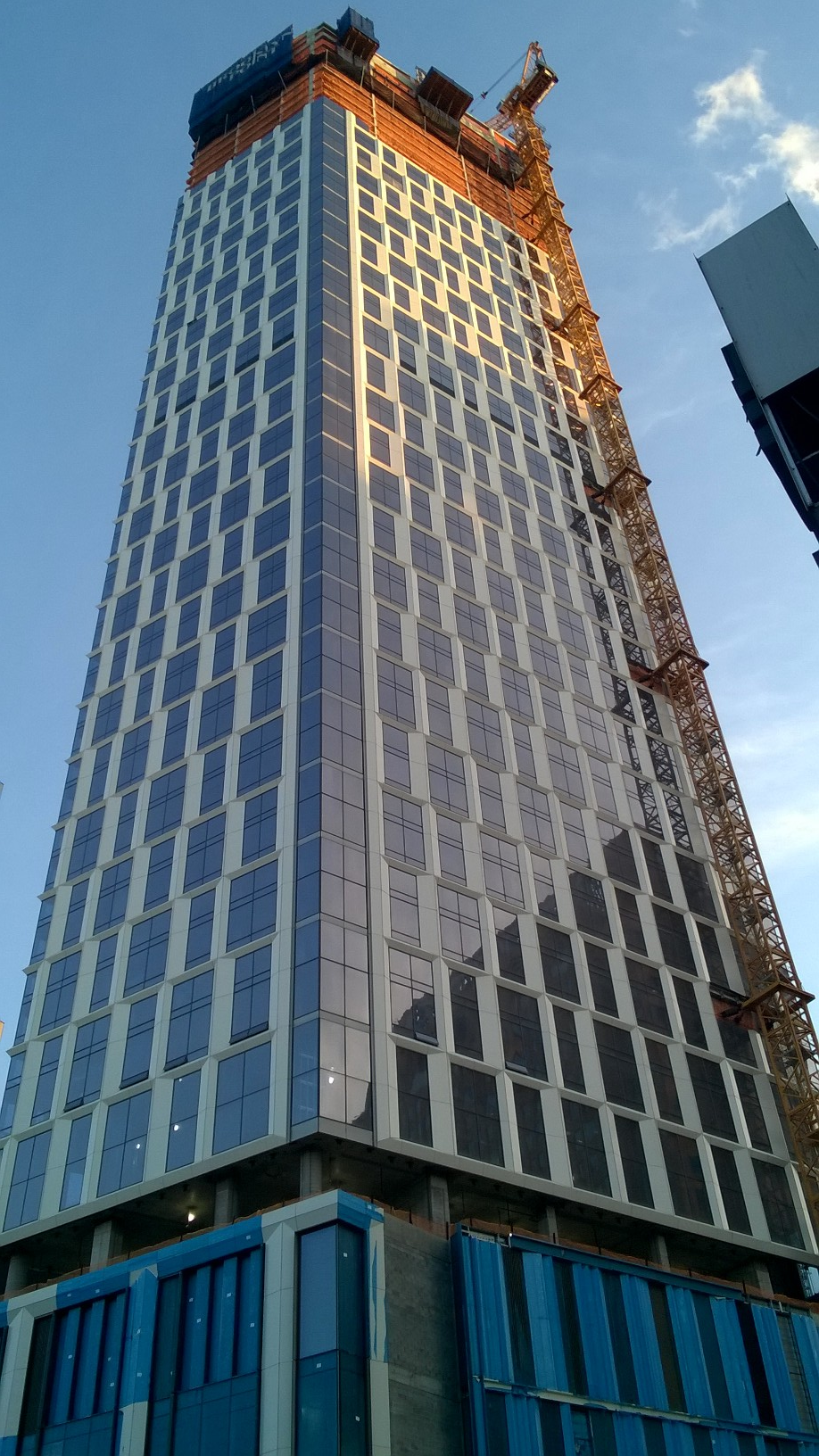
Bauphase am 27. Mai 2019
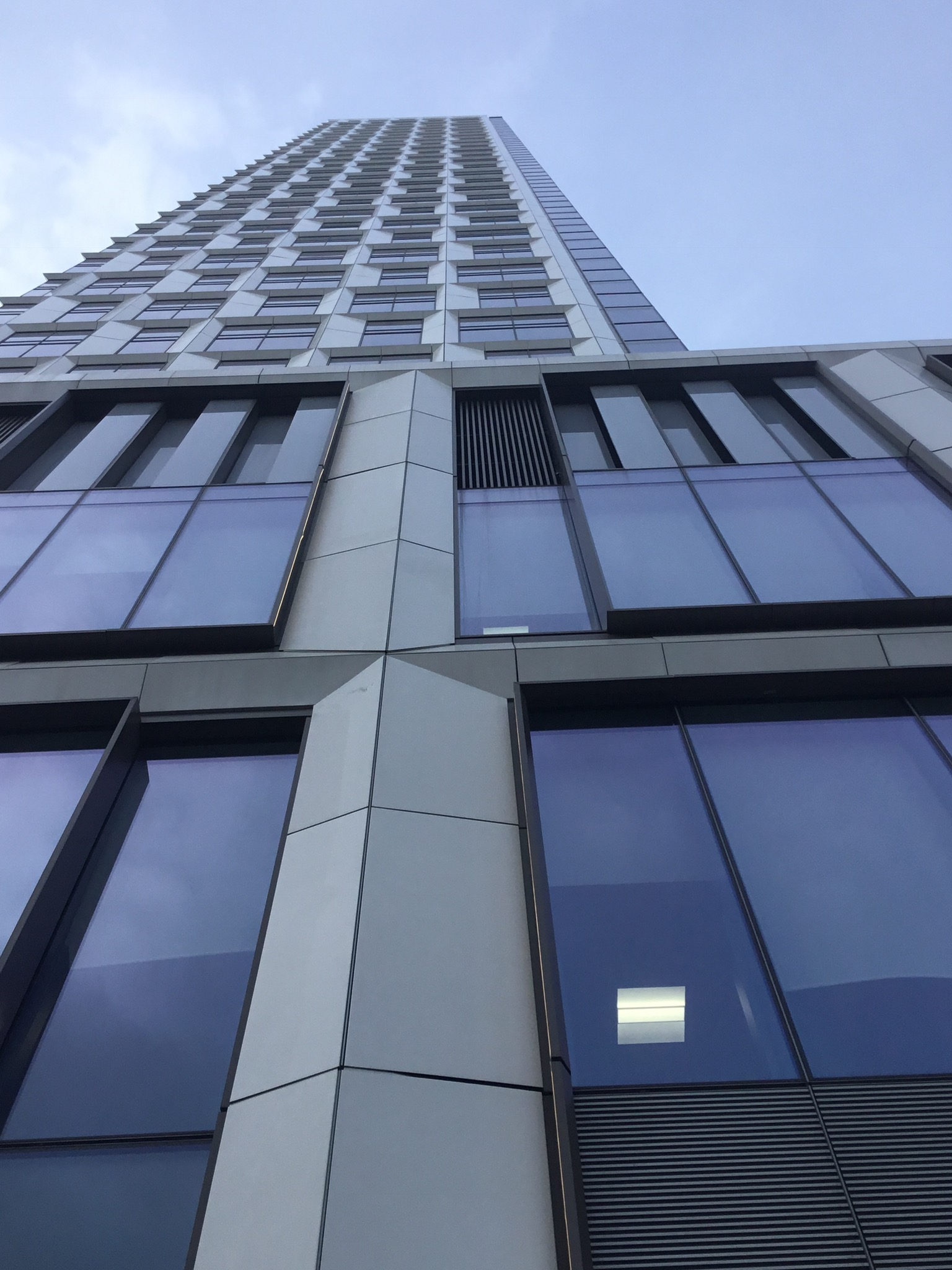
Vertikale Ansicht 2023